# Oskar Maretzky
Oskar Maretzky (ur. 2 czerwca 1881, zm. luty 1945) – niemiecki prawnik i polityk DVP, DNVP, następnie bezpartyjny, parlamentarzysta, burmistrz Berlina w latach 1935–1937.

## Życiorys
Urodził się we Wrocławiu, uczył się w rodzinnym mieście oraz w Lipsku. W 1904 został doktorem prawa. W działalności politycznej był najpierw związany z DVP, a od lutego 1924 roku z DNVP, z tą ostatnią współpracował do jej rozwiązania przez nazistów w 1933 roku.
Deputowany do niemieckiego Zgromadzenia Narodowego (1919), następnie członek Reichstagu (do 1924) i Landtagu Prus (w latach 1925–1932).
W okresie od 19 grudnia 1935 do 31 marca 1937 roku sprawował funkcję burmistrza Berlina.